# Buverchy
Buverchy és un municipi francès situat al departament del Somme i a la regió dels Alts de França. L'any 2007 tenia 39 habitants.

## Demografia

### Població
El 2007 la població de fet de Buverchy era de 39 persones. Hi havia 12 famílies de les quals 8 eren parelles sense fills i 4 parelles amb fills.

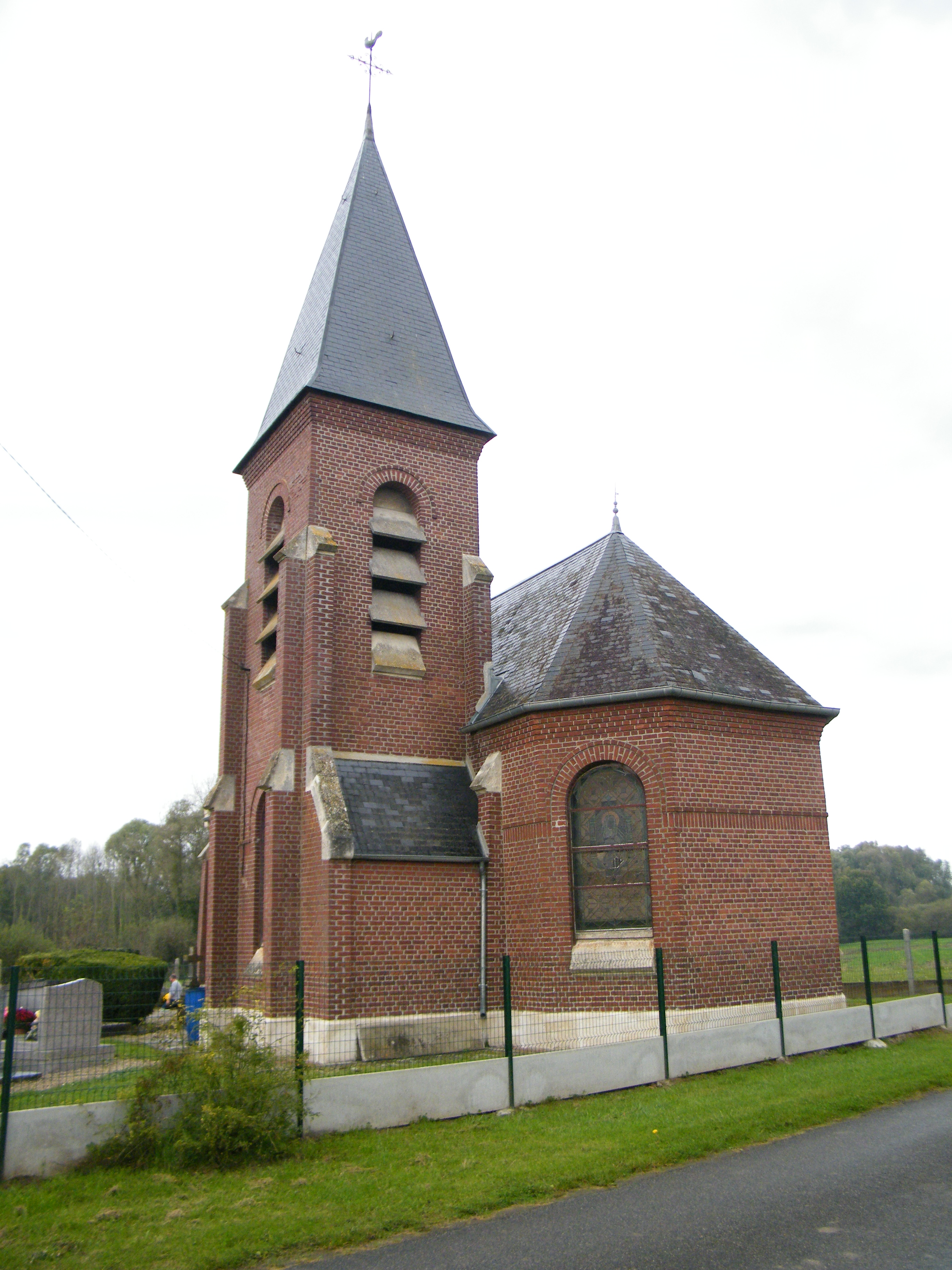

La població ha evolucionat segons el següent gràfic:
Habitants censats

### Habitatges
El 2007 hi havia 18 habitatges, 14 eren l'habitatge principal de la família, 1 era una segona residència i 3 estaven desocupats. Tots els 18 habitatges eren cases. Tots els 14 habitatges principals que hi havia estaven ocupats pels seus propietaris; 1 tenia tres cambres, 3 en tenien quatre i 10 en tenien cinc o més. 13 habitatges disposaven pel capbaix d'una plaça de pàrquing. A 6 habitatges hi havia un automòbil i a 7 n'hi havia dos o més.

### Piràmide de població

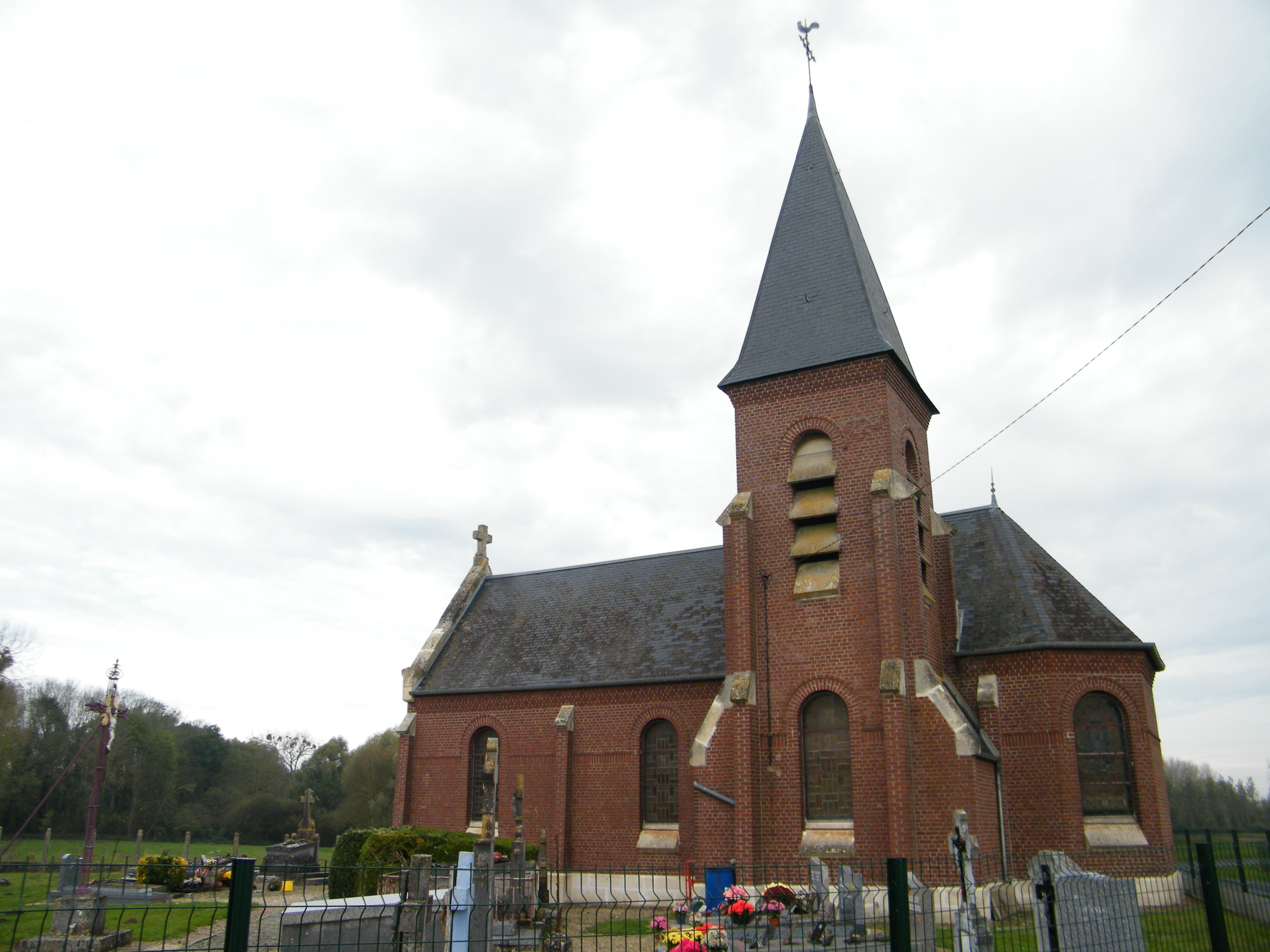

La piràmide de població per edats i sexe el 2009 era:
| Homes | Edats   | Dones |
| ----- | ------- | ----- |
| 0     | 95 o +  | 0     |
| 0     | 90 a 94 | 0     |
| 0     | 85 a 89 | 0     |
| 0     | 80 a 84 | 0     |
| 4     | 75 a 79 | 0     |
| 0     | 70 a 74 | 0     |
| 0     | 65 a 69 | 0     |
| 0     | 60 a 64 | 0     |
| 0     | 55 a 59 | 0     |
| 4     | 50 a 54 | 4     |
| 8     | 45 a 49 | 4     |
| 0     | 40 a 44 | 4     |
| 0     | 35 a 39 | 0     |
| 0     | 30 a 34 | 0     |
| 0     | 25 a 29 | 0     |
| 0     | 20 a 24 | 4     |
| 8     | 15 a 19 | 8     |
| 0     | 10 a 14 | 0     |
| 0     | 5 a 9   | 0     |
| 0     | 0 a 4   | 0     |

## Economia
El 2007 la població en edat de treballar era de 30 persones, 25 eren actives i 5 eren inactives. De les 25 persones actives 23 estaven ocupades (16 homes i 7 dones) i 2 estaven aturades (1 home i 1 dona). Totes les 5 persones inactives estaven classificades com a «altres inactius».
Activitats econòmiques
L'únic establiment que hi havia el 2007 era d'una entitat de l'administració pública.
L'any 2000 a Buverchy hi havia 4 explotacions agrícoles.

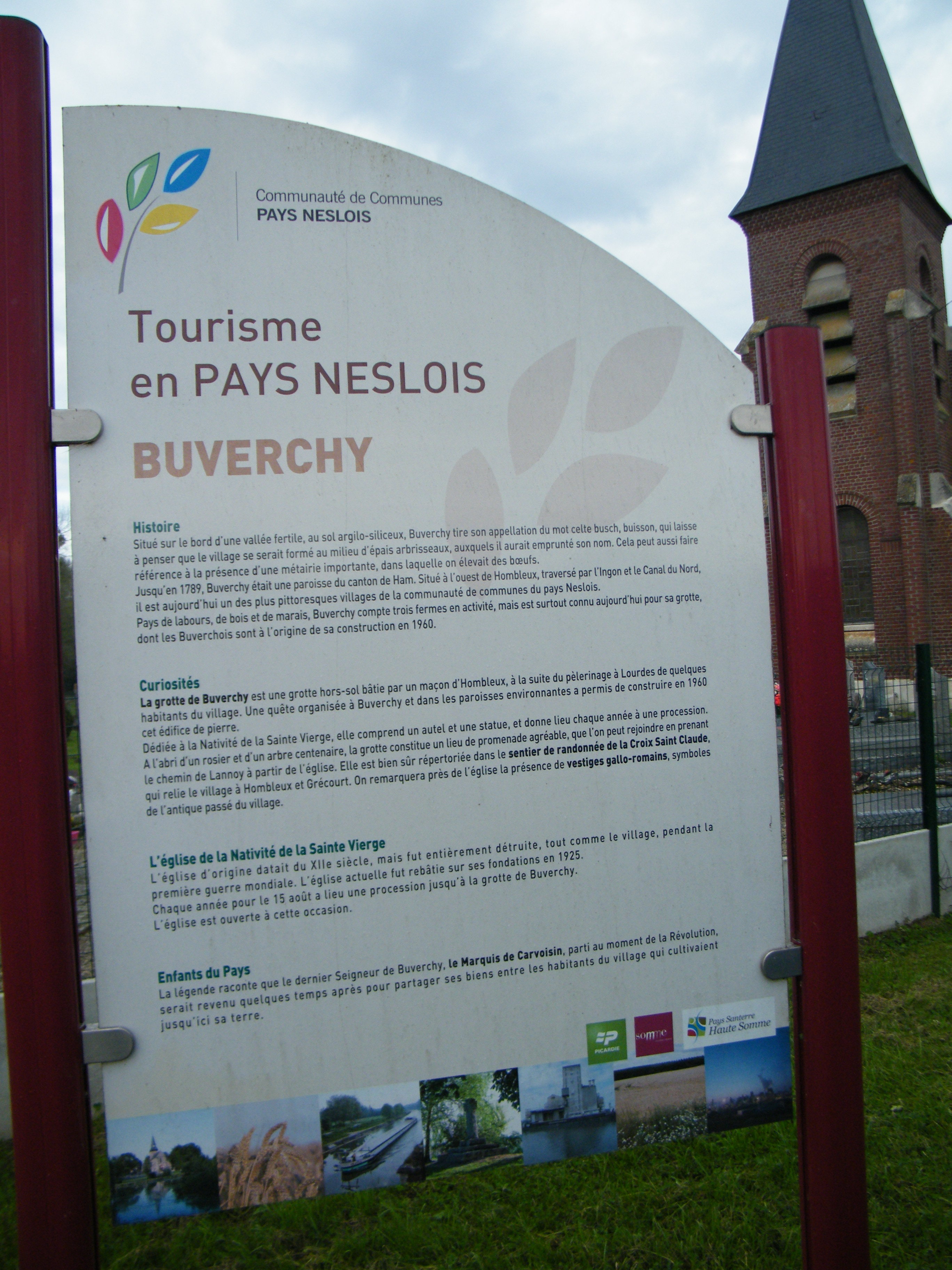

## Poblacions més properes
El següent diagrama mostra les poblacions més properes.